# Det graa Slots Hemmelighed
Det graa Slots Hemmelighed er en dansk stumfilm fra 1915 med ukendt instruktør.

## Handling
Denne artikel mangler et handlingsreferat. Hjælp os med at skrive det.

## Medvirkende
- Luzzy Werren - Carmen Ferrande-Alvarez
- Anna Müller - Zitta, Carmens søster
- Henry Knudsen - John Borry
- Herman Florentz - Pedro